# جیووانی آنتونیو لکی
جووانی آنتونیو لکی (زاده ۱۷ نوامبر ۱۷۰۲ - درگذشت ۲۴ ژوئیه ۱۷۷۶) ریاضیدان یسوعی اهل ایتالیا بود. وی عمر خود را در میلان گذراند و توانست به سطوح عالی و شهرت برسد.

## زندگی
وی در میلان متولد شد. خانواده وی مالک ویلای لچی در کرسنزاگو بودند. پس از اتمام تحصیلات خود در کالج یسوعی در بررا در میلان، در سال ۱۷۱۸ به انجمن عیسی پیوست و در سال ۱۷۳۶ به انجمن سوگند یاد کرد.
در ابتدا استاد علوم انسانی در پاویا و ورچلی بود، سپس ریاضیات و هیدرولیک را در کالج بررا در میلان از سال ۱۷۳۸ تا ۱۷۷۳ تدریس کرد. وی همچنین به عنوان مشاور فنی سنای میلان در امور هیدرولیک فعالیت کرد. اولین اثر او در سال ۱۷۳۹ در میلان با موضوع نظریه نور منتشر شد.
در سال ۱۷۵۹، ماریا ترزا، امپراتور اتریش، عنوان ریاضیدان امپراتوری و مهندس هیدرولیک را به او اعطا کرد که به واسطه آن سالانه ۳۰۰ فلورین حقوق دریافت می‌کرد. بعدها، پاپ کلمنت سیزدهم او را به عنوان مدیر امور هیدرولیک منصوب کرد، اما با ظهور پاپ کلمنت چهاردهم، او از این منصب کنار رفت.
وی در سال ۱۷۷۶ در میلان درگذشت.